# بلو، ان
بِلو (به فرانسوی: Belleau) یک کمون در فرانسه است که در ان (ا-دو-فرانس) واقع شده‌است.

## خصوصیات
بِلو ۶٫۷۲ کیلومترمربع مساحت و ۱۲۷ نفر جمعیت دارد و ۱۰۶ متر بالاتر از سطح دریا واقع شده‌است.